# 希伊-马萨林
希伊-马萨林（法語：Chilly-Mazarin，法語發音：[ʃiji mazaʁɛ̃] ⓘ）是法国法兰西岛大区埃松省的一个市镇，属于帕莱索区。

## 地名
该市镇原名“希伊”（Chilly），1822年加入“马萨林”（Mazarin）。

## 地理
希伊-马萨林（48°42'19"N, 2°18'58"E）面积5.57 平方千米，位于法国法蘭西島大區埃松省，该省份为法国北部内陆省份，北起上塞纳省和马恩河谷省，西接厄尔-卢瓦省和伊夫林省，南至卢瓦雷省，东临塞纳-马恩省。
与希伊-马萨林接壤的市镇（或旧市镇、城区）包括：维苏、尚普朗、隆瑞莫、马西、莫朗日斯。
希伊-马萨林的时区为UTC+01:00、UTC+02:00（夏令时）。

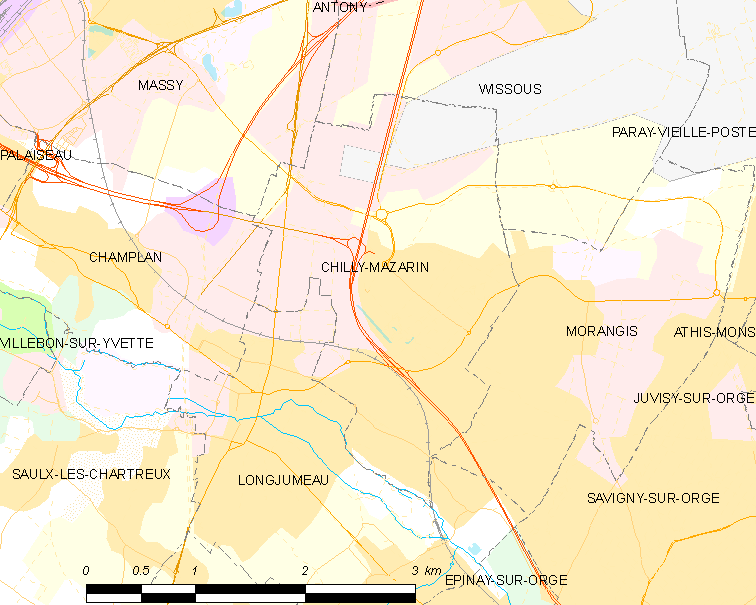
希伊-马萨林的OSM定位图

## 行政
希伊-马萨林的邮政编码为91380，INSEE市镇编码为91161。

## 政治
希伊-马萨林所属的省级选区为马西县。

## 人口

1962-2008年间希伊-马萨林人口变化图示

希伊-马萨林于2022年1月1日时的人口数量为19981人。